# Пелтіноаса
Пелтіноаса (рум. Păltinoasa) — село у повіті Сучава в Румунії. Адміністративний центр комуни Пелтіноаса.
Село розташоване на відстані 346 км на північ від Бухареста, 25 км на південний захід від Сучави, 130 км на захід від Ясс.

## Населення
За даними перепису населення 2002 року у селі проживали 3020 осіб.
Національний склад населення села:
| Національність | Кількість осіб | Відсоток |
| -------------- | -------------- | -------- |
| румуни         | 2848           | 94,3%    |
| поляки         | 99             | 3,3%     |
| німці          | 40             | 1,3%     |
| цигани         | 32             | 1,1%     |

Рідною мовою назвали:
| Мова      | Кількість осіб | Відсоток |
| --------- | -------------- | -------- |
| румунська | 2869           | 95,0%    |
| польська  | 85             | 2,8%     |
| циганська | 32             | 1,1%     |
| німецька  | 32             | 1,1%     |